# Marvel Boy (Atlas)
Cet article concerne le personnage de Atlas Comics. Pour les autres personnages de Marvel Comics, voir Marvel Boy.
Marvel Boy est un super-héros créé par Timely-Atlas Comics (devenue plus tard Marvel Comics) dans les années 1950. Créé par Stan Lee et dessiné initialement par Russ Heath et ensuite par Bill Everett, le nouveau personnage ne partageait que le nom avec le personnage créé en 1940.

## Origines
Né à Trenton, New Jersey, Robert Grayson était le jeune fils du Dr. Horace Grabshield, un scientifique juif ayant fui le régime Nazi. Inventeur d'une fusée spatiale révolutionnaire, le docteur et son enfant partirent dans l'espace et se posèrent sur Uranus, où ils rencontrèrent les Éternels Uraniens.
Quelques années plus tard, Robert reçut des bracelets énergétiques et un costume, et il retourna sur Terre, pour combattre le crime aux USA, sous le nom de Marvel Boy.
Il disparut très vite de la circulation. On le revit toutefois, rendu fou après des années d'animation suspendue. Sous le nom du Croisé, il combattit les jeunes Quatre Fantastiques. Ses bracelets furent endommagés lors d'un combat, et son corps fut vaporisé.
Le personnage réapparut en 2006 et ses origines furent à ce moment-là réécrites. L'explication était que le Croisé était un Eternel fou et métamorphe, se faisant passer pour le héros. 
Marvel Boy fait désormais partie de la Fondation Atlas. C'est lui qui sauva Jimmy Woo en lui clonant un nouveau corps.

## Pouvoirs
- Marvel Boy est lié par la technologie Uranienne à son vaisseau. Il peut le contrôler à distance.
- C'est un télépathe, pouvant lire les pensées et projeter des images convaincantes dans les esprits.
- Soumis à des traitements médicaux par les Eternels, il est plus robuste qu'un être humain. Il ne peut toutefois que respirer dans une atmosphère proche de celle d'Uranus, et est constamment enfermé dans un scaphandre spécial.
- Marvel Boy utilisait autrefois une paire de bracelets quantiques manipulant la gravité et la lumière. Il s'en sert pour voler, ou créer des éclairs aveuglants.

## Comics où le personnage apparaît
- Marvel Boy # 1-2, décembre 1950 - février 1951, Medalion Publishing Corp. / Timely Comics / Atlas Comics
- Le comic fut renommé en : Astonishing # 3-6, avril-octobre 1951, 20th century Comic Corporation / Atlas Comics Ces numéros furent réimprimés par Marvel Comics dans les années 1960.

Roy Thomas raconta la mort du personnage sous le nom de The Crusader dans : Fantastic Four # 164-165, 1975.
Des histoires mettant en scène le personnage (avec d'autres personnages des années 1950) parurent plus tard dans :
What If, vol. 1, #9 (juin 1978);
Avengers Forever # 4-5 (1998-2000) ;
Marvel: The Lost Generation (mars 2000 - fév. 2001) # 1-12 ;
Agents of Atlas (oct. 2006 - mars 2007) # 1-6.